# Kelissa brasiliensis
Kelissa brasiliensis är en irisväxtart som först beskrevs av John Gilbert Baker, och fick sitt nu gällande namn av Pierfelice Ravenna. Kelissa brasiliensis ingår i släktet Kelissa och familjen irisväxter. Inga underarter finns listade i Catalogue of Life.